# Nevățu, Mehedinți
Nevățu este un sat în comuna Balta din județul Mehedinți, Oltenia, România.